# A Latin Dictionary
A Latin Dictionary è un famoso dizionario latino, scritto in inglese, pubblicato nel 1879, che concisamente si chiama Lewis and Short. Il dizionario è pubblicato da casa editrice di Harper, a New York, e simultaneamente da Oxford University Press ad Inghilterra. I suoi editori sono Charlton Thomas Lewis (responsabile delle voci fino da B fino a Z) e Charles Short (responsabile della voce A).